# Pedro Escamilla
Pedro Escamilla fue un dramaturgo, novelista y cuentista nacido en Madrid hacia mediados del siglo XIX, y cuyas fechas de nacimiento y fallecimiento, hoy por hoy, han caído en el olvido. Escribió también con el seudónimo de "Félix X", por lo cual parece que su obra, ya voluminosa, podría serlo todavía más. No se debe confundir con otro escritor, Julián Castellanos y Velasco, a quien a veces se atribuye haber escrito bajo el seudónimo de "Pedro Escamilla", confusión que parece nacer de que el filólogo Juan Ignacio Ferreras, por su parte, advierte literalmente que dicho Julián Castellanos, «al parecer (aunque no estoy muy seguro) empleó el seudónimo de Pedro Escamilla» (sic.)